# А чи був Каротін? (фільм)
«А чи був Каротін?» (рос. «А был ли Каротин?») — російський радянський комедійно-детективний художній фільм кіностудії Мосфільм 1989 року.

## Сюжет
1930-ті роки. На оборонному кораблебудівному заводі діє шпигунська організація. Для її розкриття з Москви прибуває досвідчений розвідник Каротін, що разом з молодими помічниками проводить ретельне розслідування. Незважаючи на те, що молоді непрофесійні помічники часто потрапляють у смішні й безглузді ситуації, Каротіну з їхньою допомогою вдається виконати завдання…

## У ролях
- Борис Соколов — Олексій Олексійович Каротін
- Василь Міщенко — Кирило Циба
- Юрій Попович — Льова Поночевний
- Іван Бортник — Семен Лисюк
- Сергій Гармаш — Денніс Свідерський
- Людмила Гурченко — Курнатова-Борджіа
- Ігор Кваша —  кінорежисер Микитів-Розумник
- Олена Майорова — актриса Антоніна Барс
- Любов Малиновська — Ксенія Степанівна Воробей
- Ольга Іпполітова — Наташа Чижик
- Ігор Дмитрієв — Отто Грюневальд
- Ернст Романов  — Ігор Шевцов
- Олеся Малахова — Вельська
- Валентин Нікулін — Сгибнев
- Юрій Лазарєв — Ернст Штурм
- Михайло Уржумцев — Георгій Верман
- Віктор Раков — Фрідріх Верман
- Ромуальд Вільдан — Густав Верман
- Яніс Стрейч — Рудольф Петрович
- Олексій Селіверстов — Гедройцер
- Іван Рижов — Іоанн Міський
- Георгій Тейх — Пфальц
- Семен Крупник — портьє (озвучив Юрій Саранцев)
- Олена Бушуєва-Цеханська — Люся
- Анум Дорхусо Адоті — Арчі
- Расми Джабраїлов — МакГрегор
- Світлана Жгун — дружина Гедройцера
- Лариса Полякова — Козлінського
- Галина Семенова — Аріанда Шевцова
- Олександр Вокач — Лапа-Стріженовскій
- Володимир Січкар — Сисой Гугняев

## Зйомки
Більша частина зйомок проходила в історичному центрі Миколаєва, частково — в Одесі.